# Garcinia mangostana
Il mangostano (Garcinia mangostana L., 1753) è una pianta sempreverde appartenente alla famiglia Clusiaceae, originaria della penisola malese e del Borneo.

## Descrizione
L'albero cresce fino a un'altezza massima compresa fra 7 e 25 metri e ha una corteccia marrone scuro tendente al nero.

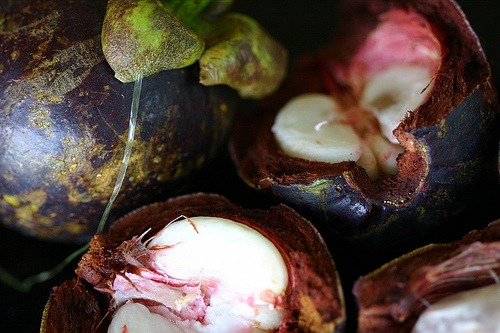
Frutti interi e aperti

Il frutto, commestibile, è di forma tondeggiante, con un diametro di circa 5–7 cm, non richiede necessariamente fecondazione (matura anche partenocarpicamente) e in questo caso non ha seme; quando è acerbo ha un colore verde chiaro, poi la buccia (pericarpo) del frutto assume un colore viola profondo in epoca di maturazione.
Da un punto di vista botanico la polpa è un arillo (polpa staccata dalla buccia e aderente al seme) che è suddiviso in 4-8 lobi o spicchi commestibili, fragranti e cremosi, di colore bianco latteo, dal vago sapore di pesca e litchi. Nei due mesi successivi la formazione il frutto a mano a mano che scurisce aumenta le sue dimensioni, il pericarpo rimane relativamente duro per tutta la fase di maturazione.
La membrana sottostante la buccia, che avvolge l'arillo e il seme, contiene acidi polifenolici, tra cui il tannino e lo xantone che assicurano una certa astringenza che scoraggia eventuali infestazioni di insetti e infezioni di funghi, virus vegetali e batteri, previene inoltre la predazione degli animali. Il cambio di colore da verde pallido a viola scuro e il contemporaneo leggero ammorbidimento del pericarpo fanno parte del naturale processo di maturazione e indicano che il frutto ha concluso il suo sviluppo e può essere consumato.
Non è più commestibile quando si presenta con buccia dura e secca e con il peduncolo e il calice ossidati. Per gustarlo s'incide con un coltello tutta la circonferenza e si divide il frutto a metà, estraendone poi gli spicchi contenuti.

## Distribuzione e habitat

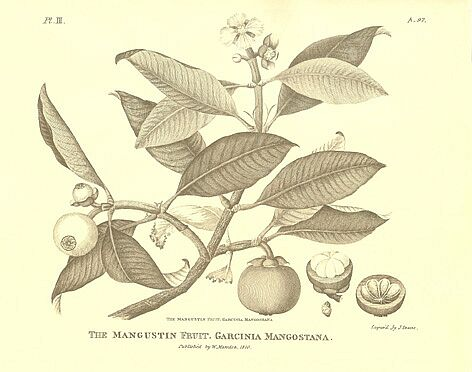
Stampa del frutto

Le specie è originaria della penisola malese e del Borneo. Attualmente è diffuso nel Sud-est asiatico, nell'India del sud-ovest ed è stato introdotto in altre zone calde come Portorico, Florida, Cina meridionale e Kenya. 
I maggiori produttori nel 2014 erano l'India con 15.250 t, la Cina con 4.400 t, il Kenya con 2.782 t, la Thailandia con 2.650 t e l'Indonesia con 2.376 t. Le piante selvatiche sono oggi presenti solo nelle foreste di Kemaman in Malaysia.

## Usi medici
Il frutto e varie parti della pianta sono usate nella medicina tradizionale del sud est asiatico. Ciò in virtù delle sue note proprietà antinfiammatorie, specie per le infezioni della pelle, ferite, dissenteria e infezioni del tratto urinario (cistiti e gonorrea). Le proprietà fitoterapiche sono legate alla presenza di xantoni e diversi polifenoli le cui proprietà farmacologiche sono studiate per lo sviluppo di possibili farmaci.

## Problemi giudiziari

### Stati Uniti
L'azienda Xango LLC promosse la vendita del proprio succo di mangostano negli Stati Uniti presentandolo come una bevanda dalle caratteristiche salutistiche, con effetti benefici in relazione a numerose patologie. Fu quindi ammonita nel 2006 dall'agenzia di Stato Food and Drug Administration (FDA) per averlo distribuito e pubblicizzato come se fosse un medicinale senza prima aver ottenuto il benestare della stessa FDA, contravvenendo alle norme americane in materia. Fu intimato all'azienda di rimuovere le pubblicità e regolarizzare la situazione entro 15 giorni dal ricevimento della lettera di ammonizione da parte dell'FDA.

### Italia
Il succo di mangostano fu commercializzato in Italia dal 2009 dalla sussidiaria italiana della Xango LLC, la Xango Italy, che fu criticata poiché utilizzava un metodo di vendita a struttura piramidale e, a sua volta, decantava nella pubblicità le numerose proprietà terapeutiche della bevanda. La rivista Altroconsumo pubblicò nel 2010 un articolo secondo cui non esistevano studi che dimostrassero le proprietà terapeutiche del prodotto vantate dalla Xango, rivelando inoltre l'ammonizione ricevuta al proposito negli Stati Uniti dalla Xango LLC nel 2006 dalla Food and Drug Administration.
La rivista italiana presentò quindi all'Autorità garante della concorrenza e del mercato una denuncia per pubblicità ingannevole e per pratica commerciale scorretta contro il prodotto in questione. Il 3 gennaio 2011 l'Antitrust, su denuncia della rivista, del Ministero della Salute e delle associazioni di consumatori Codacons, Adusbef, e Federsalus, bloccò la Xango Italy per sei mesi e le inflisse una sanzione di 250 000 euro per pratica commerciale scorretta. Il 9 gennaio 2012 la stessa autorità inflisse all'azienda un'ulteriore multa di 50 000 euro per inottemperanza alla precedente delibera, pur riconoscendo che da ottobre 2011 erano stati eliminati i problemi relativi al marketing piramidale.